# Mosterton
Mosterton är en ort och civil parish i Storbritannien.   Den ligger i kommunen Dorset och riksdelen England, i den södra delen av landet, 200 km väster om huvudstaden London. Mosterton ligger 110 meter över havet och antalet invånare är 604.
Terrängen runt Mosterton är platt norrut, men söderut är den kuperad. Runt Mosterton är det ganska tätbefolkat, med 86 invånare per kvadratkilometer. Närmaste större samhälle är Yeovil, 14,6 km nordost om Mosterton. Trakten runt Mosterton består i huvudsak av gräsmarker.